# Веджер
Веджер (словац. Vedžer) — річка; ліва притока Турця, протікає в округах Турчянські Теплиці і Мартін.
Довжина приблизно 4,8-5,2 км. Витік знаходиться в масиві Ж'яр (схил гори Знєв) — на висоті приблизно 650 метрів.
Протікає територією сіл Мошковец; Блажовце; Ондрашова і Кляштор-под-Знєвом. Впадає в Турець на висоті приблизно 440—445 метрів.